# Cynolebias paraguassuensis
Cynolebias paraguassuensis är en fiskart som beskrevs av Costa, Suzart och Nielsen 2007. Cynolebias paraguassuensis ingår i släktet Cynolebias och familjen Rivulidae. Inga underarter finns listade i Catalogue of Life.